# Big Bear Lake
Big Bear Lake is een plaats (city) in de Amerikaanse staat Californië, en valt bestuurlijk gezien onder San Bernardino County.

## Demografie
Bij de volkstelling in 2000 werd het aantal inwoners vastgesteld op 5438.
In 2006 is het aantal inwoners door het United States Census Bureau geschat op 6169, een stijging van 731 (13.4%).

## Geografie
Volgens het United States Census Bureau beslaat de plaats een oppervlakte van
17,0 km², waarvan 16,4 km² land en 0,6 km² water. Big Bear Lake ligt op ongeveer 1643 m boven zeeniveau.

## Plaatsen in de nabije omgeving
De onderstaande figuur toont nabijgelegen plaatsen in een straal van 32 km rond Big Bear Lake.

## Geboren
- Ryan Hall (14 oktober 1982), atleet

## Overleden
- Richard Moll (2023), acteur